# Lucrécia (Rio Grande do Norte)
Lucrécia é um município brasileiro do estado do Rio Grande do Norte. De acordo com o Instituto Brasileiro de Geografia e Estatística (IBGE), no ano 2024 sua população era estimada em 3 579 habitantes. Sua área territorial é de 31km².
Surgiu como povoado do município de Martins a partir da construção do açude nas terras pertencentes a uma mulher chamada Lucrécia. A construção do açude pelo governo do, então presidente, Getúlio Vargas, trouxe cerca de 2.000 trabalhadores que acabaram instalando moradias aos arredores da construção, e deram origem ao povoado que viraria em 27 de dezembro de 1963, pela Lei estadual promulgada pelo governador Aluízio Alves, o município de Lucrécia.

## Geografia
De acordo com a divisão do Instituto Brasileiro de Geografia e Estatística vigente desde 2017, Lucrécia pertence à região geográfica intermediária de Mossoró e à região imediata de Pau dos Ferros. Até então, com a vigência das divisões em microrregiões e mesorregiões, o município fazia parte da microrregião de Umarizal, que por sua vez estava incluída na mesorregião do Oeste Potiguar. Lucrécia dista 345 quilômetros (km) de Natal, capital estadual, e 2 146 km de Brasília, capital federal. Ocupando uma área territorial de 30,931 km², é o segundo menor município do Rio Grande do Norte em tamanho (maior apenas que Senador Georgino Avelino, no litoral leste) e o 21° menor do Brasil. Limita-se a norte com Martins e Umarizal; a sul com Frutuoso Gomes; a leste com Almino Afonso e a oeste com Martins e Frutuoso Gomes.

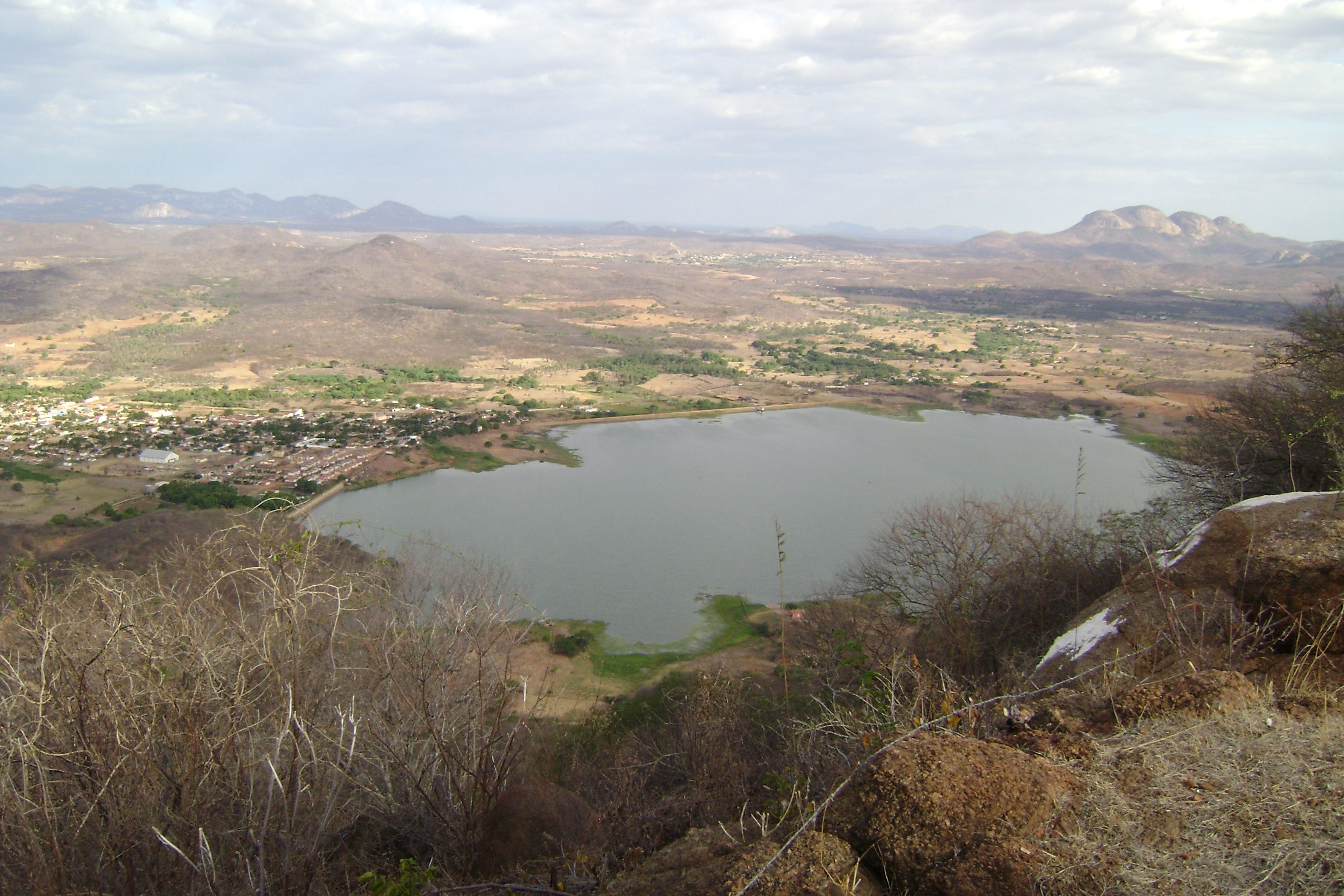
Açude Lucrécia com a cidade à esquerda (2009); ao fundo é possível avistar a cidade de Almino Afonso

O relevo do município está inserido na Depressão Sertaneja, formada por terrenos de transição entre o Planalto da Borborema e a Chapada do Apodi, com formações rochosas metamórficas do embasamento cristalino, originárias do período Pré-Cambriano superior, com idade entre 570 milhões e 1,1 bilhão de anos. Predomina o solo podzolítico vermelho amarelo equivalente eutrófico, típico de áreas com relevo de suave a ondulado e textura média, além da drenagem acentuada e do alto nível de fertilidade. Segundo a nova classificação brasileira de solos, este tipo de solo passou a constituir os luvissolos.
Situado na bacia hidrográfica do rio Apodi-Mossoró, o Açude Lucrécia, com capacidade para represar 27,270 milhões de metros cúbicos (m³), é o principal reservatório do município. Lucrécia está inserido no bioma da caatinga, do tipo hiperxerófila, cuja com espécies de pequeno porte, que perdem suas folhas na estação seca, sendo comum a presença de cactáceas. Dentre as espécies encontradas estão: facheiro (Pilosocereus pachycladus), faveleiro (Cnidoscolus quercifolius), jurema-preta (Mimosa hostilis), marmeleiro (Cydonia oblonga), mufumbo (Combretum leprosum) e o xique-xique (Pilosocereus polygonus).
Levando-se em conta apenas o índice pluviométrico, Lucrécia apresenta características de clima tropical do tipo Aw, com chuvas concentradas no primeiro semestre do ano. Incluindo-se a evapotranspiração, o índice de aridez e o risco de seca, o município está incluído na área geográfica de abrangência do clima semiárido delimitada em 2005 pelo antigo Ministério da Integração Nacional (MIN) e revisada em 2017. Segundo dados da Empresa de Pesquisa Agropecuária do Rio Grande do Norte (EMPARN), referentes ao período de 1922 a 1925 e a partir de 1946, o maior acumulado de precipitação em 24 horas foi de 188,6 mm em 15 de abril de 1982. Grandes acumulados superiores a 150 mm também foram observados em 21 de dezembro de 1946 (167 mm), 20 de abril de 1972 (163,5 mm), 11 de fevereiro de 1964 (150,5 mm) e 30 de março de 2008 (150 mm).
| Dados climatológicos para Lucrécia (1922-2020) | Dados climatológicos para Lucrécia (1922-2020) | Dados climatológicos para Lucrécia (1922-2020) | Dados climatológicos para Lucrécia (1922-2020) | Dados climatológicos para Lucrécia (1922-2020) | Dados climatológicos para Lucrécia (1922-2020) | Dados climatológicos para Lucrécia (1922-2020) | Dados climatológicos para Lucrécia (1922-2020) | Dados climatológicos para Lucrécia (1922-2020) | Dados climatológicos para Lucrécia (1922-2020) | Dados climatológicos para Lucrécia (1922-2020) | Dados climatológicos para Lucrécia (1922-2020) | Dados climatológicos para Lucrécia (1922-2020) | Dados climatológicos para Lucrécia (1922-2020) |
| Mês                                            | Jan                                            | Fev                                            | Mar                                            | Abr                                            | Mai                                            | Jun                                            | Jul                                            | Ago                                            | Set                                            | Out                                            | Nov                                            | Dez                                            | Ano                                            |
| ---------------------------------------------- | ---------------------------------------------- | ---------------------------------------------- | ---------------------------------------------- | ---------------------------------------------- | ---------------------------------------------- | ---------------------------------------------- | ---------------------------------------------- | ---------------------------------------------- | ---------------------------------------------- | ---------------------------------------------- | ---------------------------------------------- | ---------------------------------------------- | ---------------------------------------------- |
| Precipitação (mm)                              | 90,9                                           | 126                                            | 209,1                                          | 209,8                                          | 102,4                                          | 52,2                                           | 26                                             | 4,2                                            | 2,7                                            | 6,4                                            | 8,5                                            | 32,2                                           | 870,4                                          |

## Demografia
A população de Lucrécia no censo demográfico de 2022 era de 3 490 habitantes, com uma taxa média de diminuição de 0,325% ao ano em relação ao censo de 2010, sendo o 142° município em população do Rio Grande do Norte e o 4 854° do Brasil, apresentando uma densidade demográfica de 117,45 hab./km². De acordo com este mesmo censo, 62,76% dos habitantes viviam na zona urbana e 37,24% na zona rural. Ao mesmo tempo, 50,34% da população eram do sexo masculino e 49,66% do sexo feminino, tendo uma razão de sexo de 101,39 homens para cada cem mulheres. Quanto à faixa etária, 65,87% da população tinham entre 15 e 64 anos, 24,77% menos de quinze anos e 9,36% 65 anos ou mais.
Ainda segundo o mesmo censo, a população de Lucrécia era formada por católicos apostólicos romanos (80,7%), protestantes (10,58%) e testemunhas de Jeová (0,09%). Outros 8,29% não tinham religião e 0,33% não souberam. O município possui como padroeiro São Francisco de Assis e faz parte da Paróquia Sagrado Coração de Jesus, com sede em Almino Afonso, integrada também pelo município de Rafael Godeiro. A paróquia foi criada no dia 21 de setembro de 2011 e é vinculada à Diocese de Mossoró. Existem também alguns credos protestantes ou reformados, sendo eles: Assembleia de Deus, Congregação Cristã do Brasil, Igreja Congregacional, Igreja Batista e Igreja Universal do Reino de Deus.

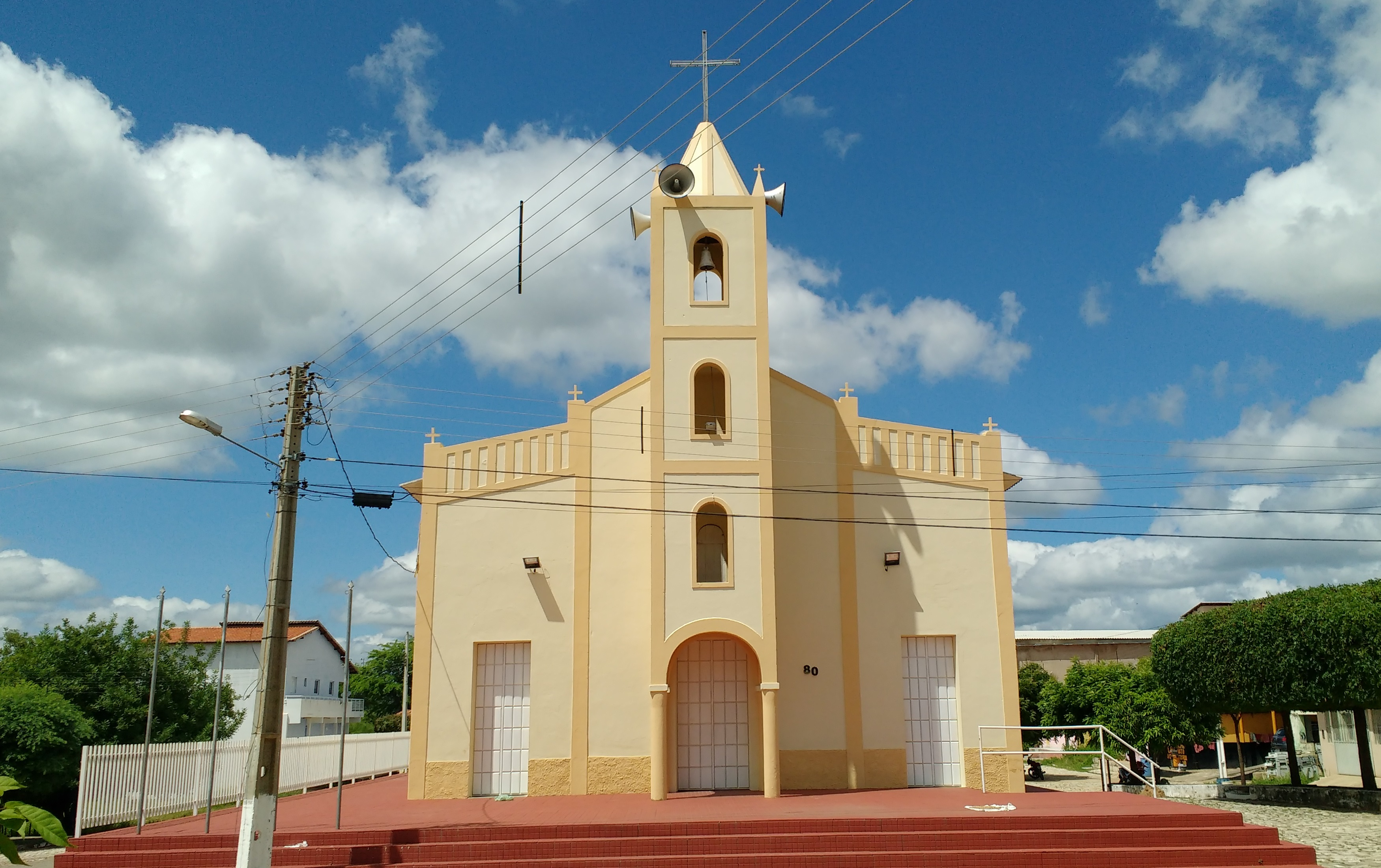
Capela de São Francisco de Assis, padroeiro de Lucrécia. O município integra a Paróquia do Sagrado Coração de Jesus de Almino Afonso.

Conforme pesquisa de autodeclaração do mesmo censo, 50,51% dos habitantes eram brancos, 43,09% pardos, 6,14% pretos e 0,27% amarelos. Todos os habitantes eram brasileiros natos (73,17% naturais do município), dos quais 97,47% naturais do Nordeste, 2,23% do Sudeste, 0,24% do Centro-Oeste e 0,06% do Norte. Dentre os naturais de outras unidades da federação, a Paraíba tinha o maior percentual de residentes (2,79%), seguido por São Paulo (2,14%) e pelo Ceará (1,81%).
O Índice de Desenvolvimento Humano do município é considerado médio, de acordo com dados do Programa das Nações Unidas para o Desenvolvimento (PNUD). Segundo dados do relatório de 2010, divulgados em 2013, seu valor era 0,646, estando na 23ª posição a nível estadual e na 3 186ª colocação a nível nacional. Considerando-se apenas o índice de longevidade, seu valor é 0,785, o valor do índice de renda é 0,624 e o de educação 0,551. No período de 2000 a 2010, o índice de Gini, que mede a desigualdade social subiu de 0,577 para 0,617 e a proporção de pessoas com renda domiciliar per capita de até R$ 140 caiu 40,55%. Em 2010, 37,32% da população vivia acima da linha de pobreza, 36,91% abaixo da linha de indigência e 25,77% entre as linhas de indigência e de pobreza. No mesmo ano, os 20% mais ricos eram responsáveis por 64,37% do rendimento total municipal, valor pouco mais de 36 vezes superior ao dos 20% mais pobres, de apenas 1,78%.

## Política

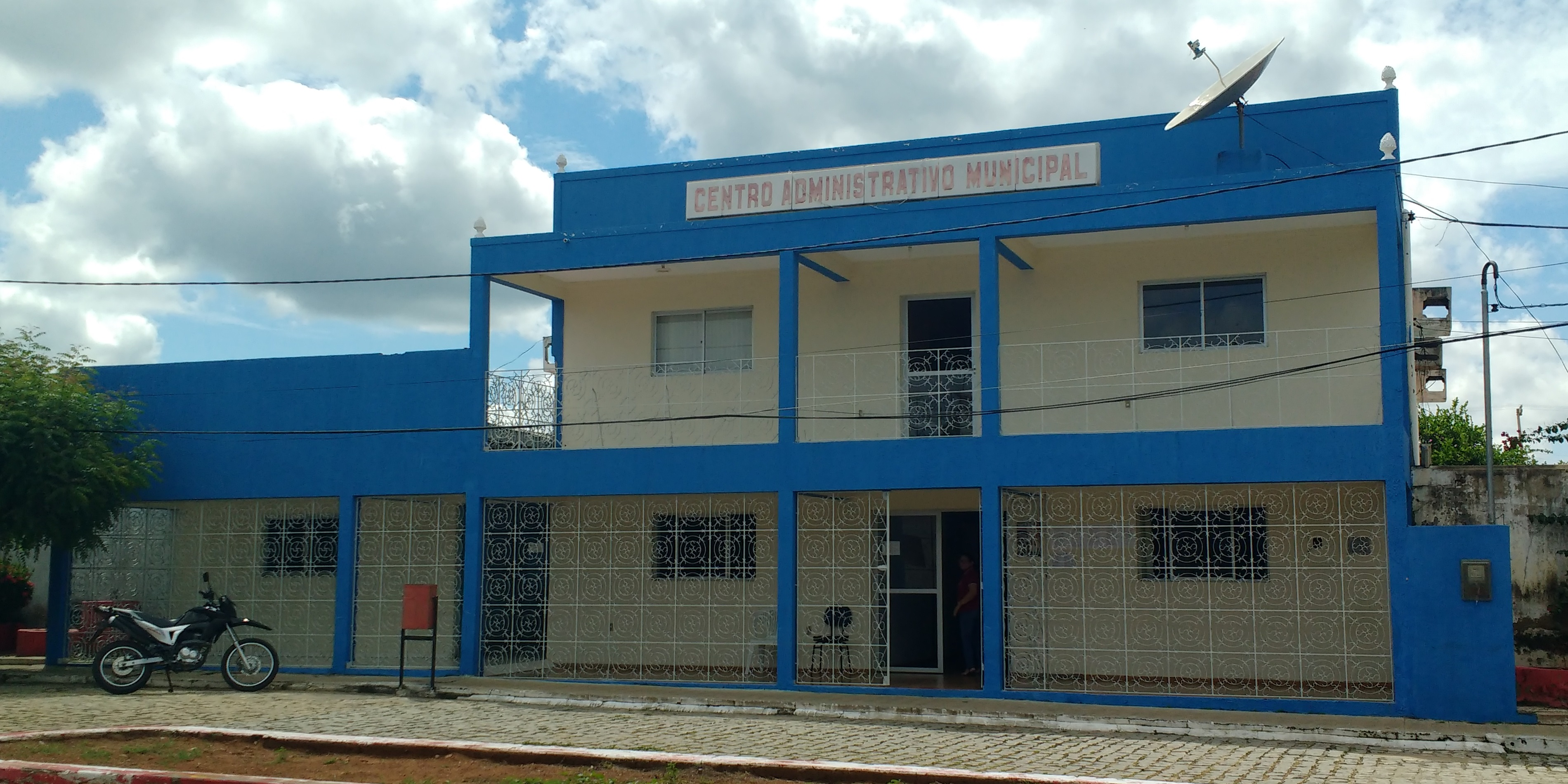
Centro Administrativo Municipal, onde funcionam a prefeitura e as secretarias.

A administração municipal se dá através dos poderes executivo e legislativo, sendo o primeiro representado pelo pelo prefeito, auxiliado pelo seu gabinete de secretários. A atual chefe do executivo municipal, eleita em 2016 com 100% dos votos válidos, é Maria da Conceição do Nascimento Duarte, do Democratas (DEM), tendo como vice Emanuel Douglas Fernandes de Araújo, do Partido Social Democrático (PSD).
O poder legislativo é representado pela câmara municipal, que funciona no Palácio Antônio Aparecido Meneghetti e é constituída por nove vereadores. Cabe à casa legislativa elaborar e votar leis fundamentais à administração e ao executivo, especialmente o orçamento municipal (conhecido como Lei de Diretrizes Orçamentárias). Nas eleições de 2016, Lucrécia foi o único município do Brasil em que todos os candidatos, tanto a prefeito quanto a vereadores, foram eleitos, e um dos 97 municípios com candidatura única ao cargo de prefeito.
Existem também alguns conselhos municipais atualmente em atividade: alimentação escolar, defesa civil, direitos da criança e do adolescente, educação, saúde, segurança alimentar e tutelar. Lucrécia se rege por sua lei orgânica, promulgada em 1990, e é termo judiciário da comarca de Almino Afonso, de primeira entrância. De acordo com o Tribunal Superior Eleitoral (TSE), Lucrécia pertence à 39ª zona eleitoral do Rio Grande do Norte e possuía, em dezembro de 2018, 3 243 eleitores, o que representa 0,137% do eleitorado estadual.